# Eva Wilms
Eva Wilms (República Federal Alemana, 28 de julio de 1952) es una atleta alemana retirada especializada en la prueba de lanzamiento de peso, en la que consiguió ser campeona europea en pista cubierta en 1980.

## Carrera deportiva
En el Campeonato Europeo de Atletismo en Pista Cubierta de 1980 ganó la medalla de plata en el lanzamiento de peso, con una marca de 19.66 metros, siendo superada por la checoslovaca Helena Fibingerová  (oro con 19.92 metros) y por delante de su paisana alemana Beatrix Philipp  (bronce con 17.59 metros).